# Dzięciołek
Dzięciołek, dzięcioł mały (Dryobates minor) – gatunek małego ptaka z rodziny dzięciołowatych (Picidae), zamieszkujący Eurazję i skrajnie północną Afrykę. Nie jest zagrożony.

## Systematyka
Pozycja systematyczna gatunku nie jest dokładnie ustalona. Część ornitologów lokuje dzięciołka w szerszym ujęciu wraz z dzięciołem dużym w rodzaju Dendrocopos, w bardziej wąskim należy do grupy średniej wielkości dzięciołów o przewadze czarno-białych piór. Jeszcze do niedawna znajdowały się one wraz z innymi krewnymi (głównie zamieszkującymi krainę nearktyczną) w rodzaju Picoides. Niektórzy autorzy nadal trzymają się nazwy rodzajowej, która scala wszystkie gatunki holarktyczne.
Ostatnie badania genetyczne wskazują na bliskie spokrewnienie dzięciołka z dzięciołem kosmatym (Picoides pubescens), jak również z innymi dwoma małymi gatunkami – dzięciołem kalifornijskim (Picoides nuttallii) i dzięciołem pasiastym (Picoides scalaris). Uważa się, że przodkowie dzięciołka, którzy przybyli z Ameryki Północnej (krainy nearktycznej) zasiedlili Palearktykę, a zatem dzięciołek może powrócić do rodzaju Picoides, w którym to będzie najmniejszym gatunkiem. Związki te uwzględnia się w niemieckiej terminologii gatunkowej umieszczając dzięciołka w rodzaju Dryobates, który wcześniej przypisywano jedynie wymienionej wyżej grupie małych, amerykańskich dzięciołów.

### Etymologia nazwy
Łacińska nazwa rodzaju: dendrocopos, pochodzi od greckich słów dendron – drzewo oraz kopto – stukać. Nazwa gatunkowa minor oznacza coś lub kogoś małych rozmiarów. Polska nazwa również odnosi się do rozmiarów – dzięciołek jest najmniejszym gatunkiem rodziny dzięciołowatych.

### Podgatunki i zasięg
Międzynarodowy Komitet Ornitologiczny wyróżnia (2020) 13 podgatunków dzięciołka:
- D. m. comminutus Hartert, 1907 – Anglia i Walia
- D. m. minor (Linnaeus, 1758) – Skandynawia i północno-wschodnia Polska po Ural
- D. m. kamtschatkensis (Malherbe, 1860) – Ural po Morze Ochockie i północną Mongolię
- D. m. immaculatus (Stejneger, 1884) – niecka rzeki Anadyr i półwysep Kamczatka
- D. m. amurensis (Buturlin, 1908) – północno-wschodnie Chiny, Syberia, Korea i Hokkaido
- D. m. hortorum (Brehm, CL, 1831) – centralna Europa
- D. m. buturlini Hartert, 1912 – południowa Europa
- D. m. danfordi (Hargitt, 1883) – centralna i wschodnia Grecja oraz Turcja
- D. m. colchicus (Buturlin, 1908) – Kaukaz i Kaukaz Południowy
- D. m. quadrifasciatus (Radde, 1884) – południowo-wschodni Azerbejdżan
- D. m. hyrcanus (Zarudny & Bilkevitch, 1913) – północny Iran
- D. m. morgani (Zarudny & Loudon, 1904) – południowo-zachodni Iran
- D. m. ledouci (Malherbe, 1855) – północno-zachodnia Afryka

## Występowanie

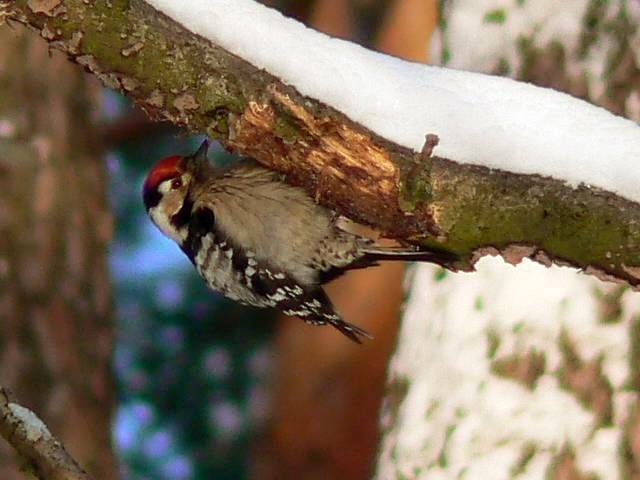
Większość dzięciołków pozostaje w Polsce na zimę

Zamieszkuje całą Europę oraz północną i środkową Azję w pasie od Uralu po Pacyfik. Ptak ten ma zatem bardzo szeroki zasięg występowania. W Europie kontynentalnej nie zasiedla jedynie większości obszaru Hiszpanii, jak również wschodnich Włoch, wyższych partii Apenin oraz Korsyki. Choć włoska populacja nie występuje równomiernie, to dzięciołki lęgną się również na południu Sardynii. Innymi regionami pozbawionymi obecności tego gatunku jest pas wybrzeża od Francji do Danii. Natomiast w Wielkiej Brytanii spotkać go można tylko na południu. Dalej na wschód zasiedla obrzeża Turcji, a areał występowania ciągnie się przez Azję północną i środkową aż za Ural do Japonii. W Afryce pojawia się tylko w północno-wschodniej Algierii i północno-zachodniej Tunezji.
W Polsce to nieliczny (lokalnie średnio liczny) ptak lęgowy niżu. W górach jego areał sięga najwyżej kilkuset metrów nad poziomem morza. Najliczniejsze populacje lęgną się w porośniętych lasami liściastymi dolinach rzek Odry i Noteci (tam jest to najliczniej spotykany dzięcioł). We wschodniej części kraju jest rzadziej spotykany, a w rozległych polskich borach jest uznawany za ptaka bardzo nielicznego. Według szacunków Monitoringu Pospolitych Ptaków Lęgowych, w latach 2013–2018 populacja w Polsce liczyła 24–39 tysięcy par lęgowych. Dzięciołek to ptak częściowo wędrowny, choć nadal skala migracji i ilość osobników decydujących się na przeloty jest słabo poznana. Pojedyncze obserwacje wskazywały na nieliczny, ale za to wyraźnie zaznaczony, przelot jesienny. W czasie tych migracji widuje się go w nietypowych środowiskach takich jak trzcinowiska czy przebywanie na grubszej łąkowej roślinności.

## Charakterystyka

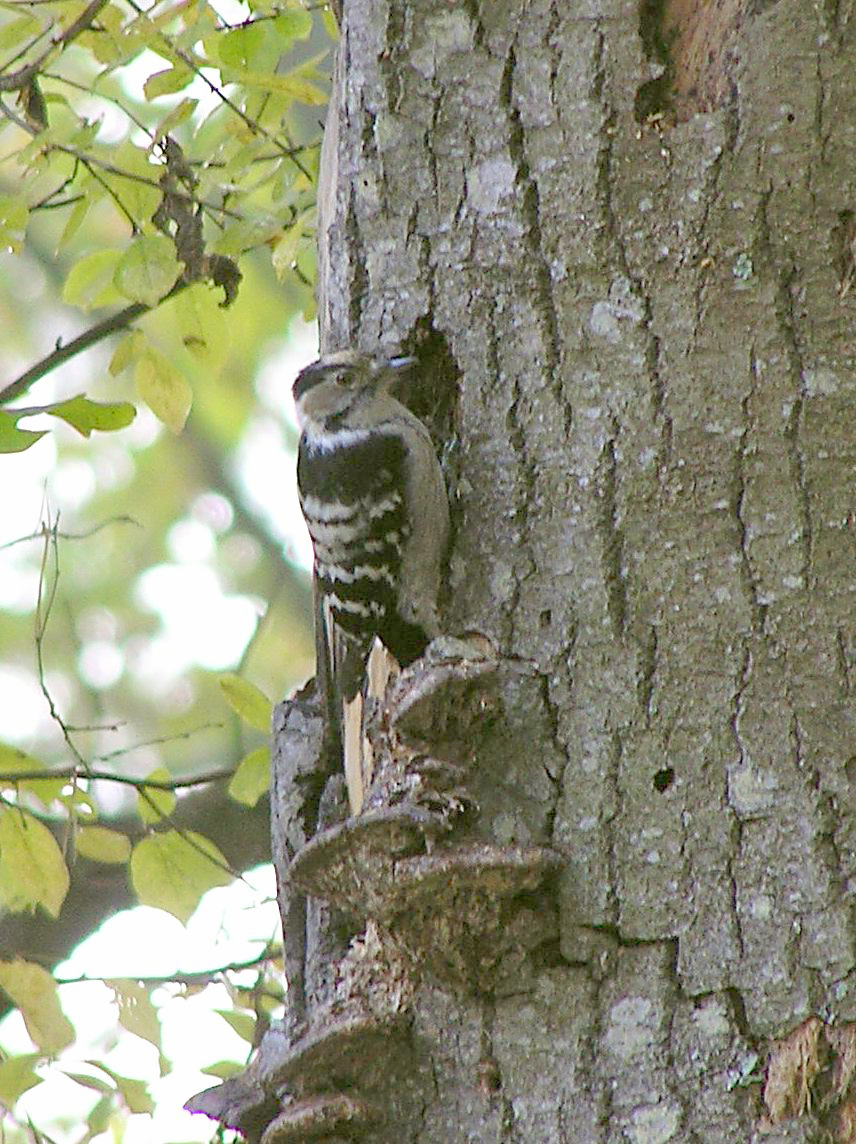
Samica dzięciołka przy gnieździe

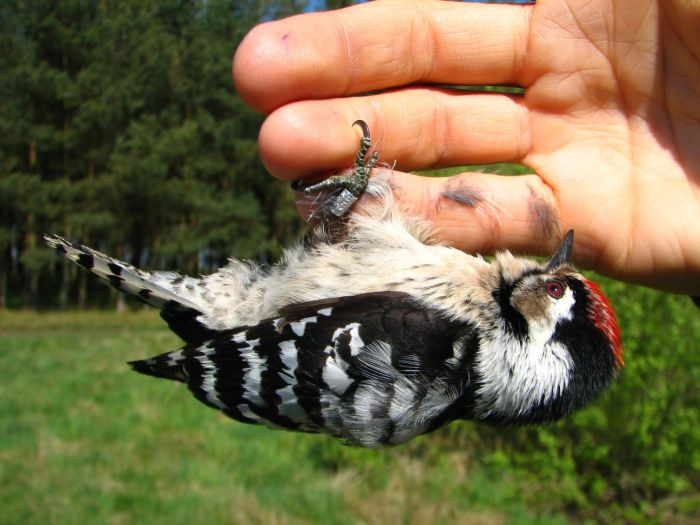
Zdjęcie ukazujące wielkość ptaka w stosunku do ludzkiej dłoni

### Cechy gatunku
Najmniejszy dzięcioł na Starym Kontynencie. Wielkością przypomina wróbla, choć pstrokatym ubarwieniem zupełnie jest do niego niepodobny. Samce mają na głowie czerwoną czapeczkę (czarno obrzeżoną), u samicy jest ona czarna. Obie płci mają dosyć długi, czarny dziób, od którego odchodzą tej samej barwy wąsy. Jest słabo wykształcony, toteż ptak może kuć tylko w osłabionym drewnie lub pędach bylin. Od czapeczki do karku aż na grzbiet ciągnie się czarna plama, najwęższa pod karkiem. Charakterystyczne jest białe upierzenie grzbietu z czarnym, poprzecznym pręgowaniem. Na czarnych skrzydłach białe paski są dobrze widoczne w czasie lotu (w najwyższej ich partii dwie pręgi zlewają się, niżej natomiast są 4). Na lotkach występują białe kropki. Czoło jest jasnobrązowe, a u samicy barwa ta ciągnie się aż poza oczy. Ogon również czarny z poprzecznymi pręgami, z białymi zewnętrznymi sterówkami. Spód ciała jest kremowy, drobno kreskowany. Podbrzusze jest czarno plamkowane, najintensywniej po bokach piersi. Nie ma zatem na brzuchu ani podbrzuszu u samic i samców żadnych śladów różowych lub czerwonych barw upierzenia. Młode ptaki są pod względem upierzenia takie jak dorosłe samice, ale brakuje im brązowych piór na spodzie ciała, a u młodych samców można zauważyć czerwonawą plamkę w miejscu czapeczki, która pojawi się w późniejszym wieku.

### Wymiary
- długość ciała: 14–15 cm[12]
- rozpiętość skrzydeł: 25–27 cm[12]
- długość dzioba: 12–18 mm, co stanowi 53–67% długości czaszki (28–34 mm)[13].

Najkrótsze spośród sterówek mierzą blisko 41 mm, najdłuższe – 64 mm (dane dla okazu muzealnego).

### Masa ciała
20–25 g

### Zachowanie
Gdy koczuje w zimie, przyłącza się do stad sikor i pełzaczy i wspólnie z nimi żeruje. W przeciwieństwie do innych dzięciołów, żeruje w koronach drzew, nie na pniu. Lot falisty. Zręcznie porusza się po cienkich gałązkach, często blisko wierzchołka.

### Głos
Wydaje z siebie podobne do głosu pustułki wysokie, ostrzegawcze „ki-ki-ki-ki...”. Bębni krótko, do 1, 5 sekundy. Pary bębnią razem, w cienkie konary, często wysoko. Uderzenia długie, równomierne.

### Pierzenie
Zarówno młode, jak i dorosłe ptaki pierzą się w okresie od czerwca do września.

## Biotop
Jako biotop wybiera rzadkie, stare lasy liściaste i mieszane (rzadziej) oraz ich obrzeża, zwłaszcza pośród łąk, dolin rzek. Unika lasów iglastych i kompleksów leśnych w wyższej położonych terenach górskich (zwłaszcza w okresie lęgowym). Ponadto żyje w starych sadach, alejach i parkach z martwymi i spróchniałymi drzewami oraz w świetlistych dąbrowach. Preferuje obszary, gdzie obecne są cieki wodne i wody stojące. Gdy brakuje na danym obszarze starodrzewi, zamieszkuje również lasy w średniej klasie wiekowej. W Polsce dzięciołki zasiedlają najliczniej łęgi i olsy w dolinach rzek, skraje lasów, skupiska wierzb, aleje drzew liściastych. W podmiejskich lasach są nielicznie lęgowe.

## Pożywienie

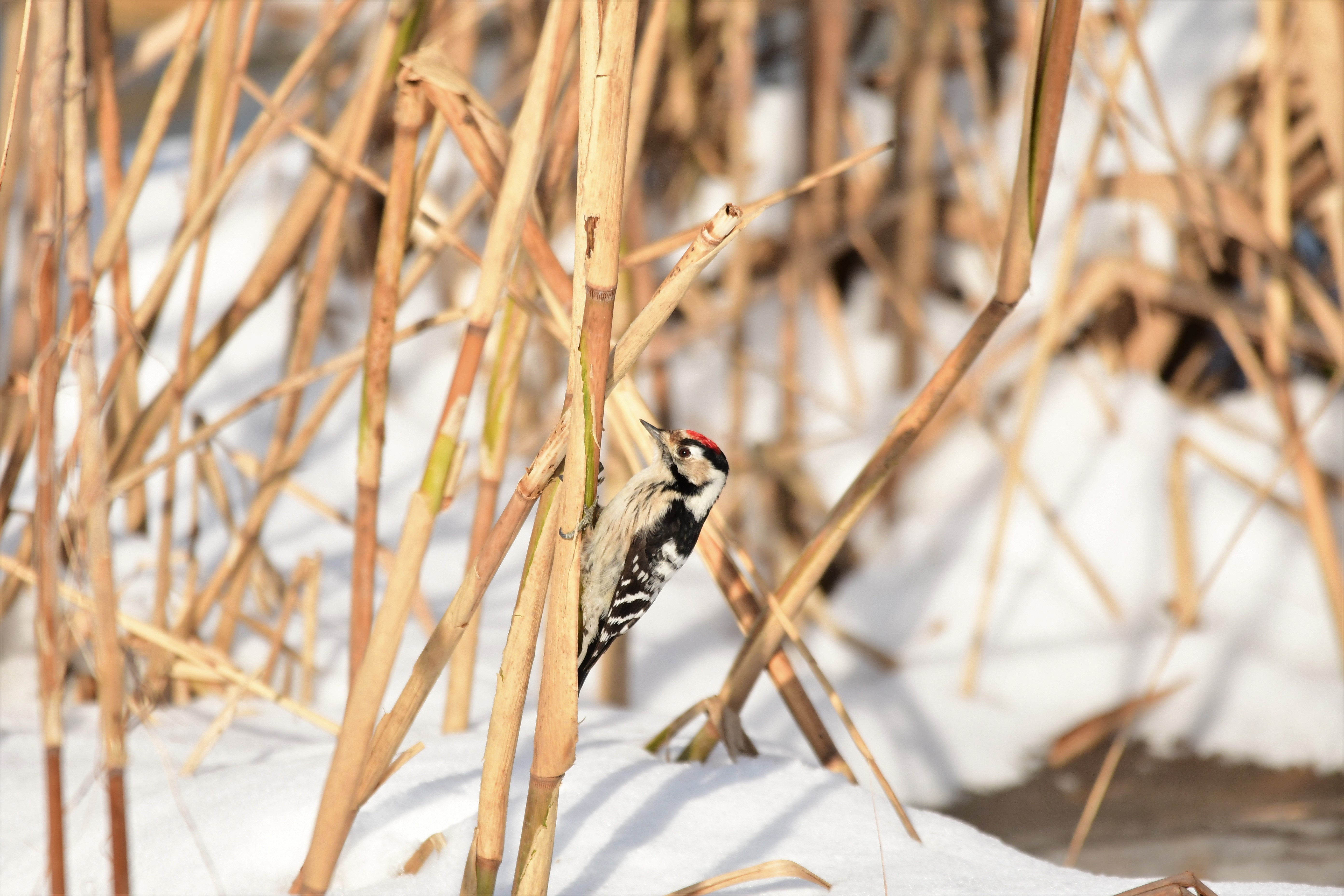
Dzięciołek na trzcinie.

Żeruje w koronach drzew. Wydziobuje owady i ich larwy oraz poczwarki z gałązek i liści. Wyjątkowo może odłupywać ze zmurszałego drewna małe kawałki kory. Poza tym chwyta różne formy rozwojowe motyli, muchówki i pająki. W zimie w diecie pojawiają się także nasiona, wydłubuje poza tym spod kory i z powierzchniowych części miękkiego drewna zimujące owady (ich spoczynkowe stadia, w tym jaja), co nietypowe u dzięciołów. W karmnikach najchętniej zjada słonecznik.
Sposób żerowania różni go od innych dzięciołów – dzięciołki szukają pokarmu nie na pniach, ale na wierzchołkach drzew, grubszych chwastach lub na końcach cienkich gałązek grzbietem do dołu, tak jak sikory modraszki. Ta specyfika wynika z małej masy jaką posiada. Zimą dzięciołek widywany jest podczas żerowania na suchej trzcinie, ze środka których wykuwa larwy. Słaby dziób zmusza ptaka do szukania pożywienia w bardziej miękkim drewnie.

## Okres lęgowy

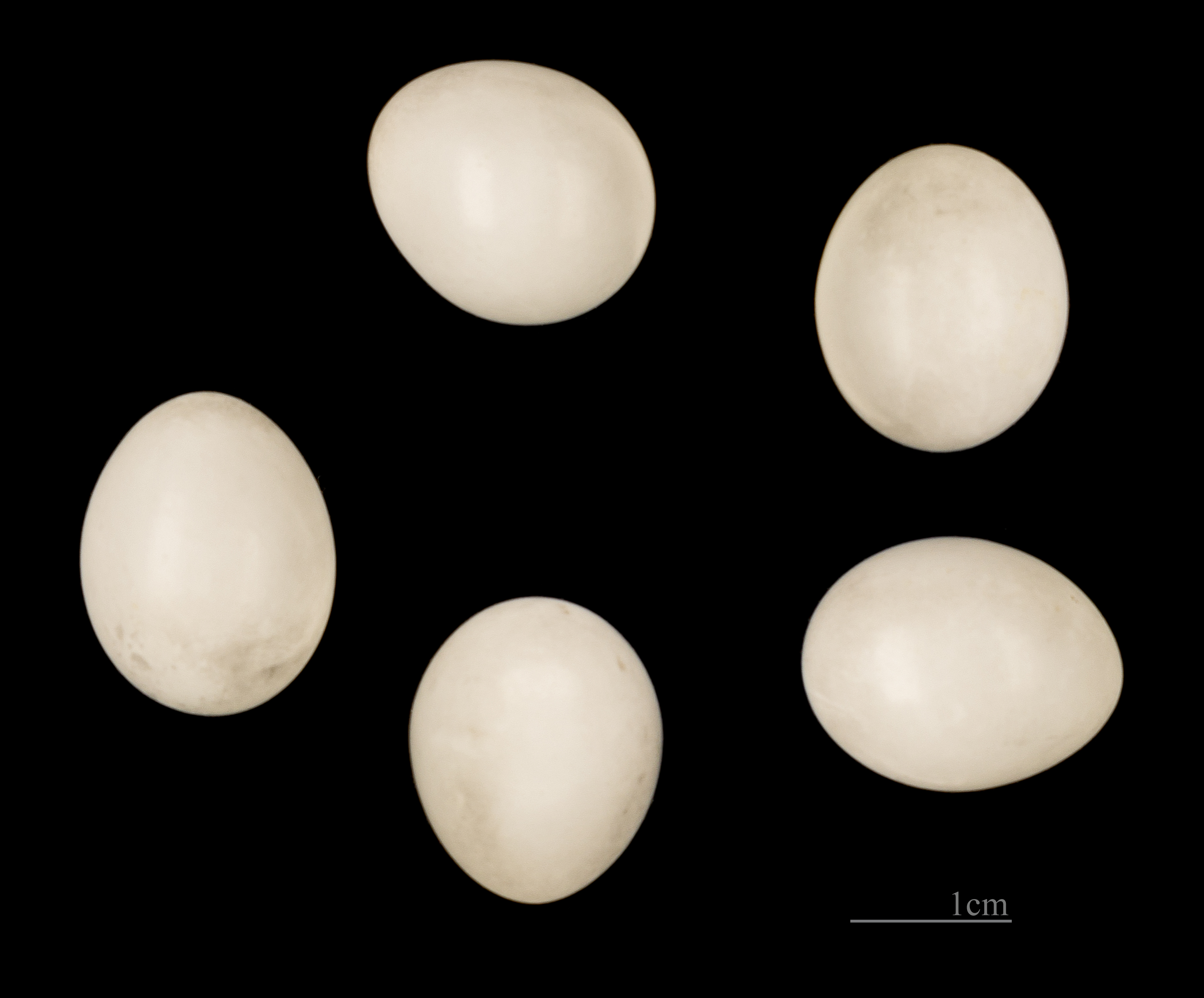
Jaja z kolekcji muzealnej

### Dziupla
Okres gniazdowy przypada na kwiecień i maj (czasem i czerwiec). Lęgi wyprowadzane są najczęściej w wierzbach, topolach i brzozach. Dziuplę wykonują oboje partnerzy – samica (ta intensywniej kuje) i samiec (głównie czynnością zajmuje się samiec, ale pod koniec pracy pomaga mu samica), w starych i zmurszałych, spróchniałych pniach, w grubych osłabionych gałęziach drzew liściastych i mieszanych albo nawet obumarłych drzewach; często po prostu w osłabionych konarach. Ma ona średnicę otworu wlotowego 3–3,5 cm i ulokowana jest na różnej wysokości. Wykuwanie trwa 2–3 tygodnie. Dzięciołki mogą także wykuć na swoim terenie kilka dziupli noclegowych. Budki lęgowe zajmują wyjątkowo (typu A). Dziupla nie zawsze znajduje się w głównym pniu. Czasem zdarza się, że ptaki wykuwają ją w bocznej gałęzi drzewa. Ze względu na słaby dziób otwory robią jedynie w miękkim lub zbutwiałym drewnie.

### Strategie rozrodcze
Są zazwyczaj monogamiczne i przez lata trzymają się tych samych rewirów. Badania przeprowadzone w Szwecji wykazały, że ok. 10% samic ma dodatkowe samce, a 3% samców odwiedza samice z sąsiedztwa i pomaga im w wychowywaniu piskląt. Dzięciołki nie unikają walk z innymi ptakami o określone miejsca lęgowe.

### Jaja i inkubacja
W Europie lęgnie się od kwietnia do czerwca. 5–6 białych jaj. Przyszła matka i ojciec wysiadują je zaledwie 11–12 dni.

### Wychowywanie młodych
Samiec i samica na zmianę opiekują się jajami i młodymi. Mają interesujący podział zadań – to samica zdobywa większość pokarmu, a samiec zajmujący się pilnowaniem nie oddala się zbytnio od piskląt. Gdy matka wróci, przed dziuplą ojciec odbiera od niej pokarm i karmi wygłodniałe potomstwo. Młode dostają zwykle larwy, gąsienice i mszyce, zbierane przez rodziców z liści i wierzchołków pędów. Pisklęta, gniazdowniki, opuszczają gniazdo po 18–21 dniach. Później rodzice karmią młode przez około trzy tygodnie.

## Status i ochrona
Międzynarodowa Unia Ochrony Przyrody (IUCN) uznaje dzięciołka za gatunek najmniejszej troski (LC – Least Concern) nieprzerwanie od 1988 roku. Liczebność światowej populacji, obliczona w oparciu o szacunki organizacji BirdLife International dla Europy z 2015 roku, mieści się w przedziale 2, 1 – 4, 8 miliona dorosłych osobników. Globalny trend liczebności populacji uznawany jest za spadkowy ze względu na utratę siedlisk. BirdLife International uznała krótkoterminowy (2000–2012) trend liczebności w Europie za stabilny.
W Polsce podlega ścisłej ochronie gatunkowej. Na Czerwonej liście ptaków Polski został sklasyfikowany jako gatunek najmniejszej troski (LC).